# 波尼省
波尼省（法語：Poni）是布基納法索西南大區中部的一個省，面積7,365平方公里。2006年人口254,371人。首府加瓦。
本區下轄九縣。